# Strumpeband

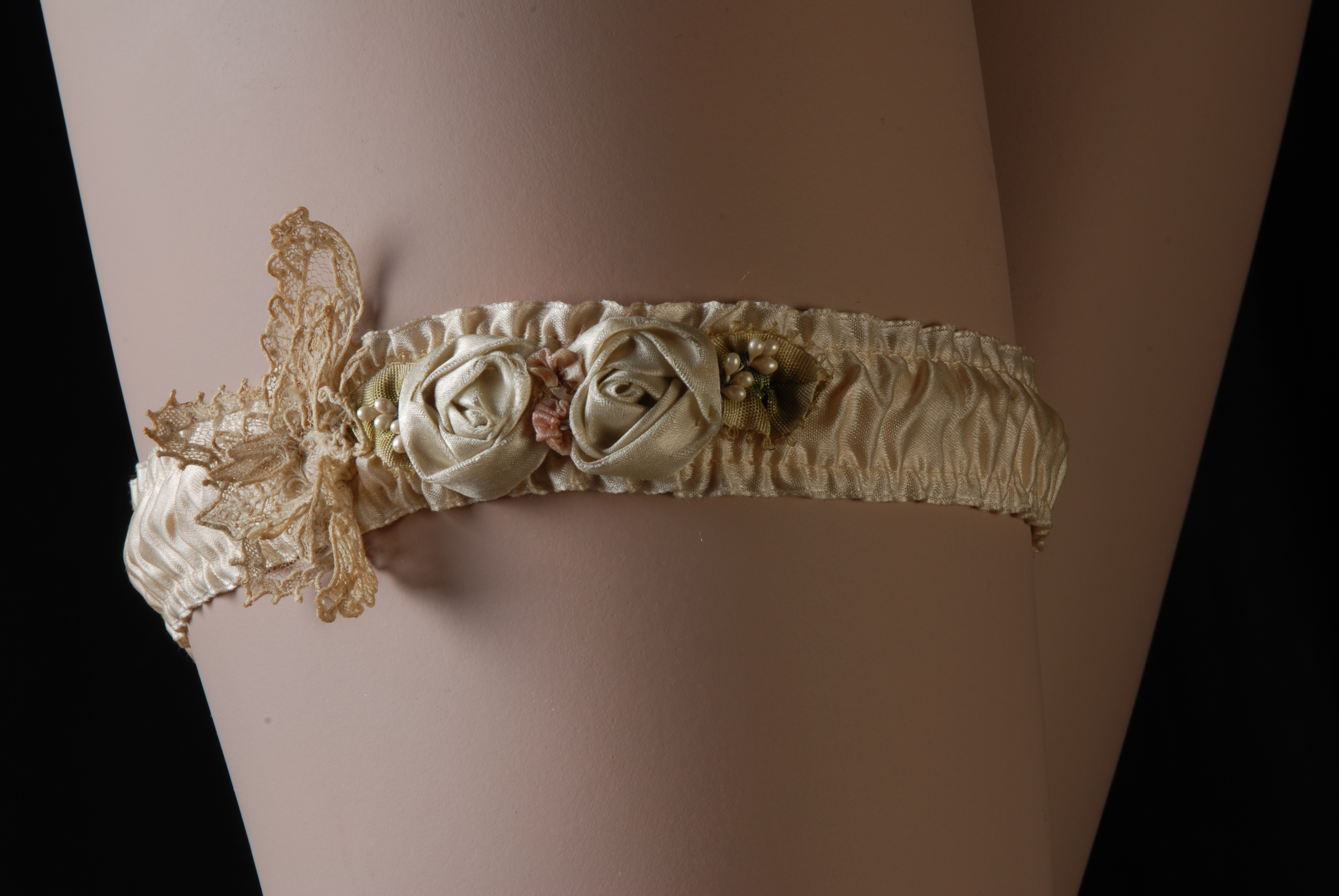
Strumpeband

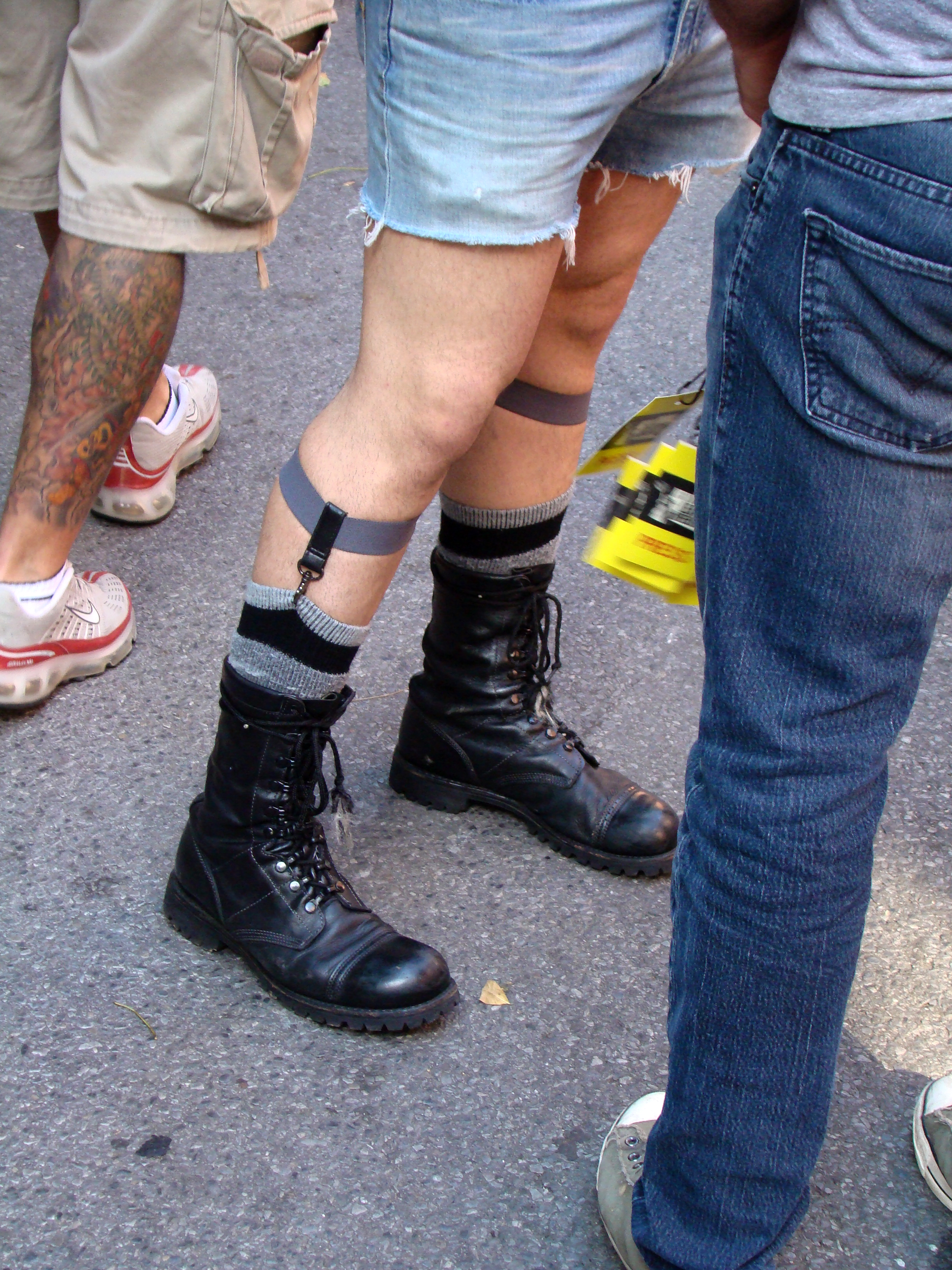
En man med knästrumpeband.

Strumpeband (engelska garter) är ursprungligen ett klädesplagg som består av ett smalt band av tyg som fästs runt benet för att hålla uppe strumpor. Under 1700- till 1900-talen knöts de strax under knäet, där benet är som smalast, för att hindra strumpan från att glida ned. Uppfinningen av resår minskade plaggets nödvändighet ur funktionellt perspektiv, men de har fortsatt att användas som underklädesaccessoar och modeplagg. 
Historiskt användes strumpeband av både män och kvinnor men förknippas idag mest som ett underklädesplagg för kvinnor. Begreppet har också fått en dubbel betydelse då de elastiska band som hänger ner från en korsett, höft- eller strumpebandshållare, som man fäster i strumporna, kommit att kallas för "strumpeband". När det ursprungliga plagget bärs idag – exempelvis vid bröllop – är det oftast ett dekorativt elastiskt spetsband som träs över det strumpbeklädda benet och ofta placeras halvvägs upp på låret. 
Den äldre formen av strumpeband återfinns även bland folkdräkter för att hålla upp knästrumpor. Ofta är de dekorativa och delvis synliga, utstickande under ett par knäbyxor. 

## Historik

### Fram till 1800-talet

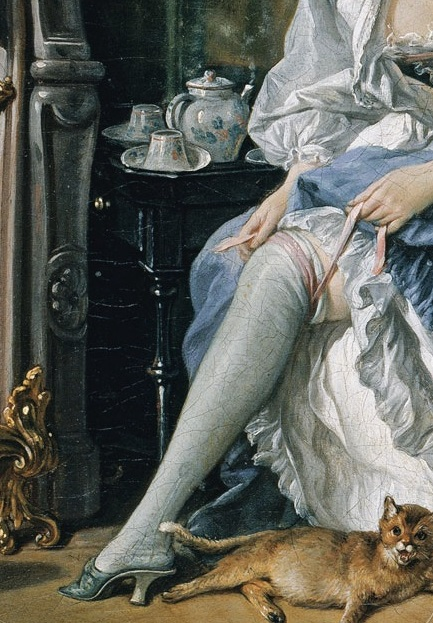
Detalj av målningen La Toilette av François Boucher, 1742, där en kvinna knyter ett strumpeband.

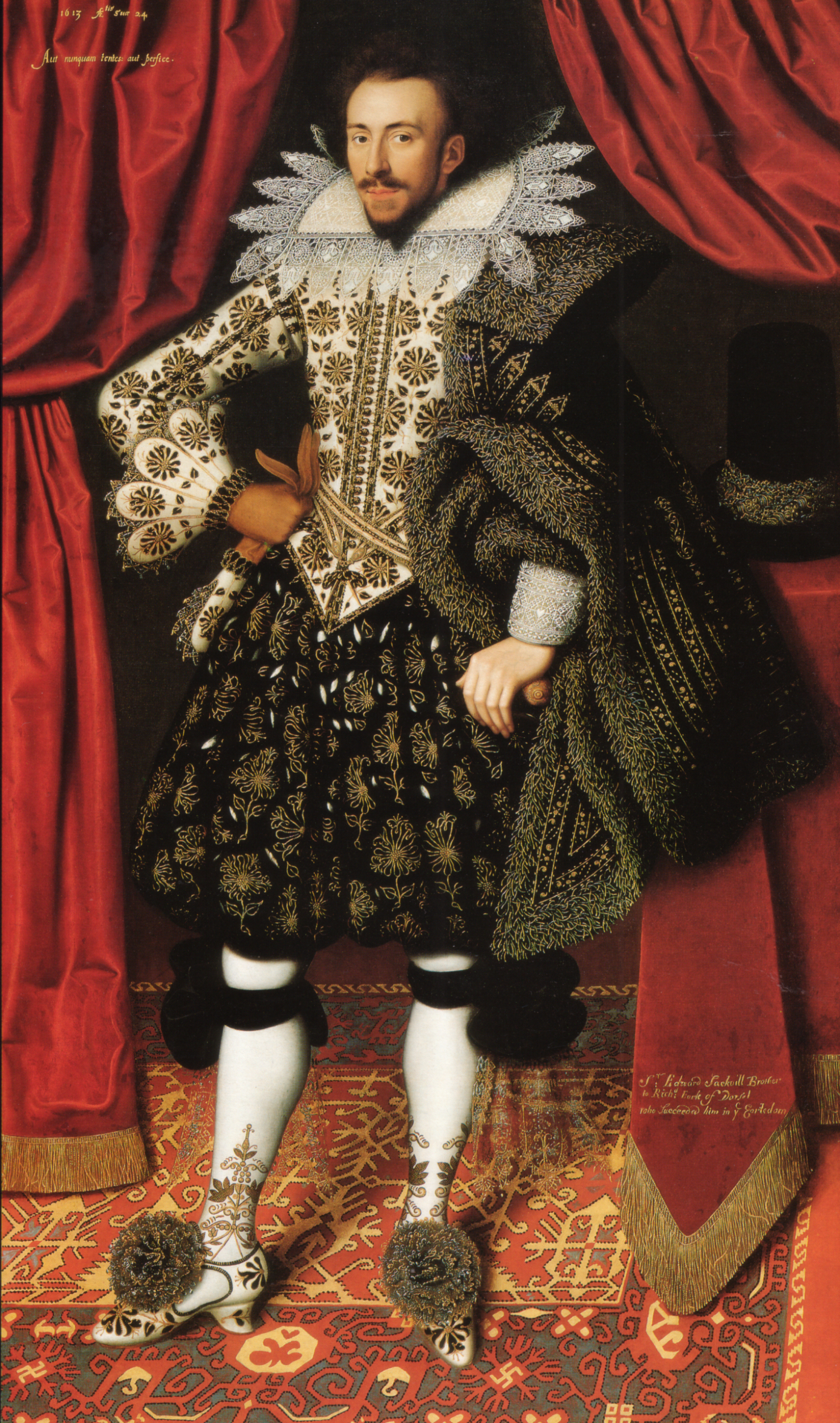
Edward Sackville, Earl of Dorset, med slående svarta strumpeband, porträtt från 1613, tillskrivet William Larkin.

Ursprungligen var strumpebandet ett smalt band som knöts runt vaden eller låret för att hålla upp strumporna och användes av både män och kvinnor.
Strumpeband på 1700-talet kunde vara intrikat dekorerade och ibland broderade med namn, datum, motton eller humoristiska fraser.
Under Elisabetansk tid var synliga färgglada strumpeband  ett modeplagg för män. I Shakespeares Twelfth Night, är korsknutna strumpeband, det vill säga långa strumpeband som knyts både över och under knät, och korsade däremellan, som bärs av karaktären Malvolio, föremål för hånfulla kommentarer. 

### 1800-talet

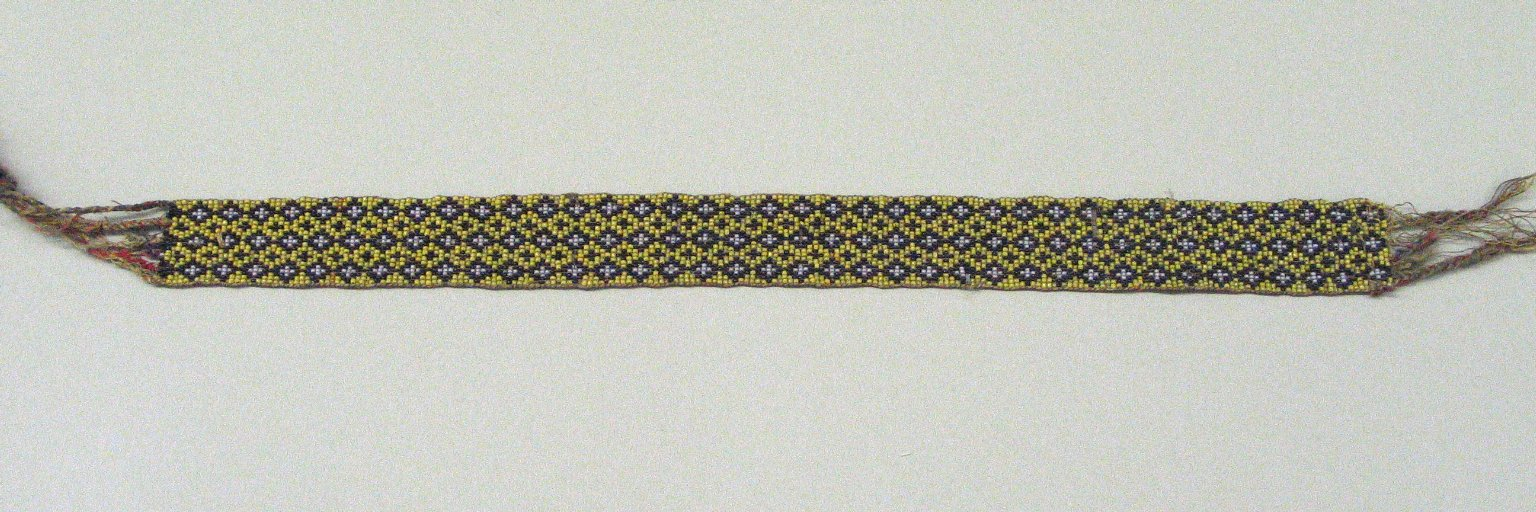
Strumpeband från 1800-talet, som tillhört de amerikanska urfolket Chippewan.

Under 1800-talet bar vissa kvinnor strumpor som hölls uppe med ett enkelt elastiskt band eller ett smalt tygband som knöts hårt runt benet. Eller också hölls strumporna uppe genom att man helt enkelt rullade den övre delen av strumpan. Detta var lösningar som antingen var praktiska eller användes för att man inte hade råd med korsett eller livstycken som annars användes för att fäst strumporna. Dessa lösningar var vanliga bland tjänare och hembiträden, särskilt fram till mitten av 1920-talet då modernare strumpeband blev mer tillgängliga.
Under den första långväga resan med bil 1888 använde Bertha Benz, hustru till uppfinnaren Carl Benz, ett strumpeband för att laga en trasig del i motorn.

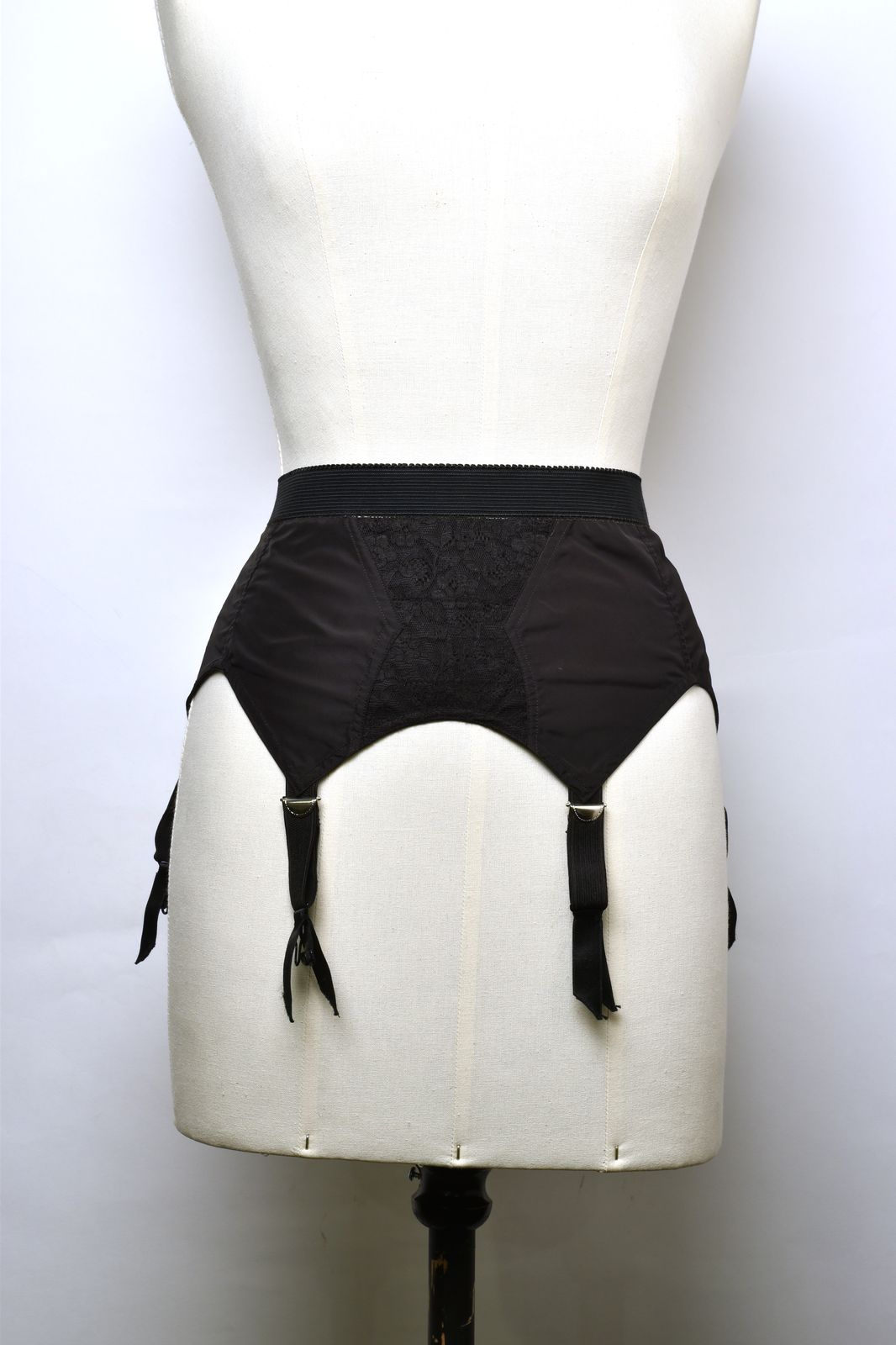
Strumpebandshållare från mellan 1955 och 1965.

### 1900-talet
Under andra världskriget fick medlemmarna av Women's Auxiliary Air Force billiga strumpeband.
Under 1940-talet till 1960-talet blev strumpebandshållare ett vanligt, populärt alternativ till gördel, särskilt bland tonåringar och unga kvinnor. I början av 1960-talet introducerades strumpbyxor som det främsta alternativet. vilket sammanföll med den kvinnliga frigörelsen och sexuella revolutionen.
Vid mitten av 1900-talet blev herrtidningar med bilder av kvinnor i underkläder, så kallade Pin-ups, en allt större marknad, där strumpebandshållare och liknande underklädesaccessoarer varit vanliga.

## Bröllopstradition
I Västvärlden finns en bröllopstradition att bruden ska bära ett strumpeband – ibland förknippat med att brudgummen ska ta av plagget i slutet av festen. Detta strumpeband har inget praktiskt syfte, som att hålla uppe strumporna. Traditionens ursprung och symboliska betydelse är omdiskuterad.

## Strumpeband i svenska folkdräkter

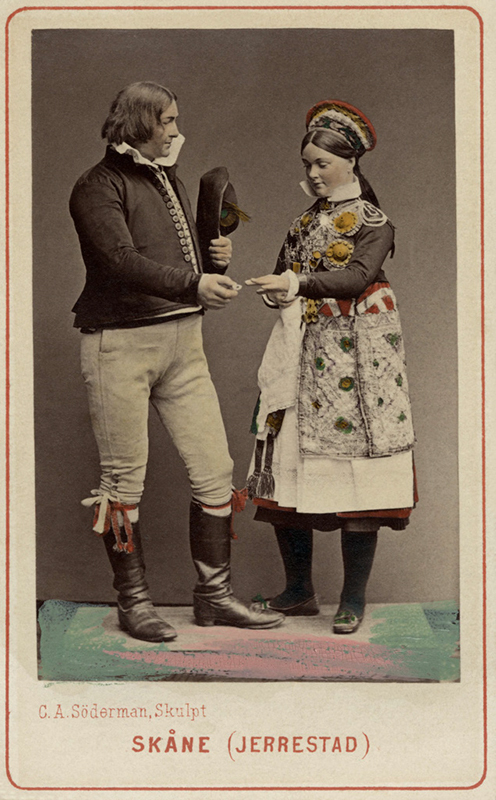
Man och kvinna i folkdräkter från Järrestad, Skåne 1873. Mannen i röda synliga strumpeband.

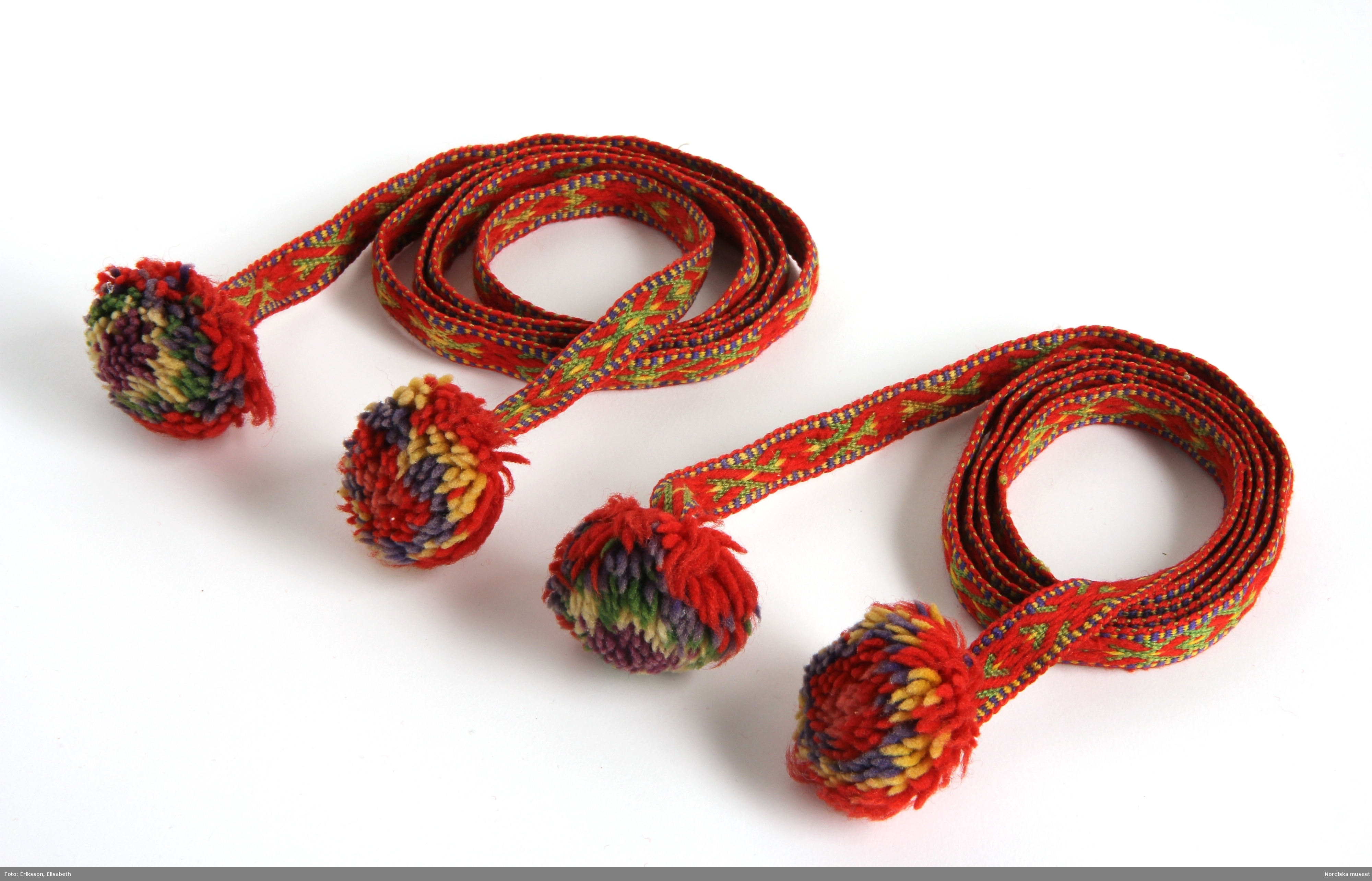
Vävt strumpeband från Gagnef, Dalarna.
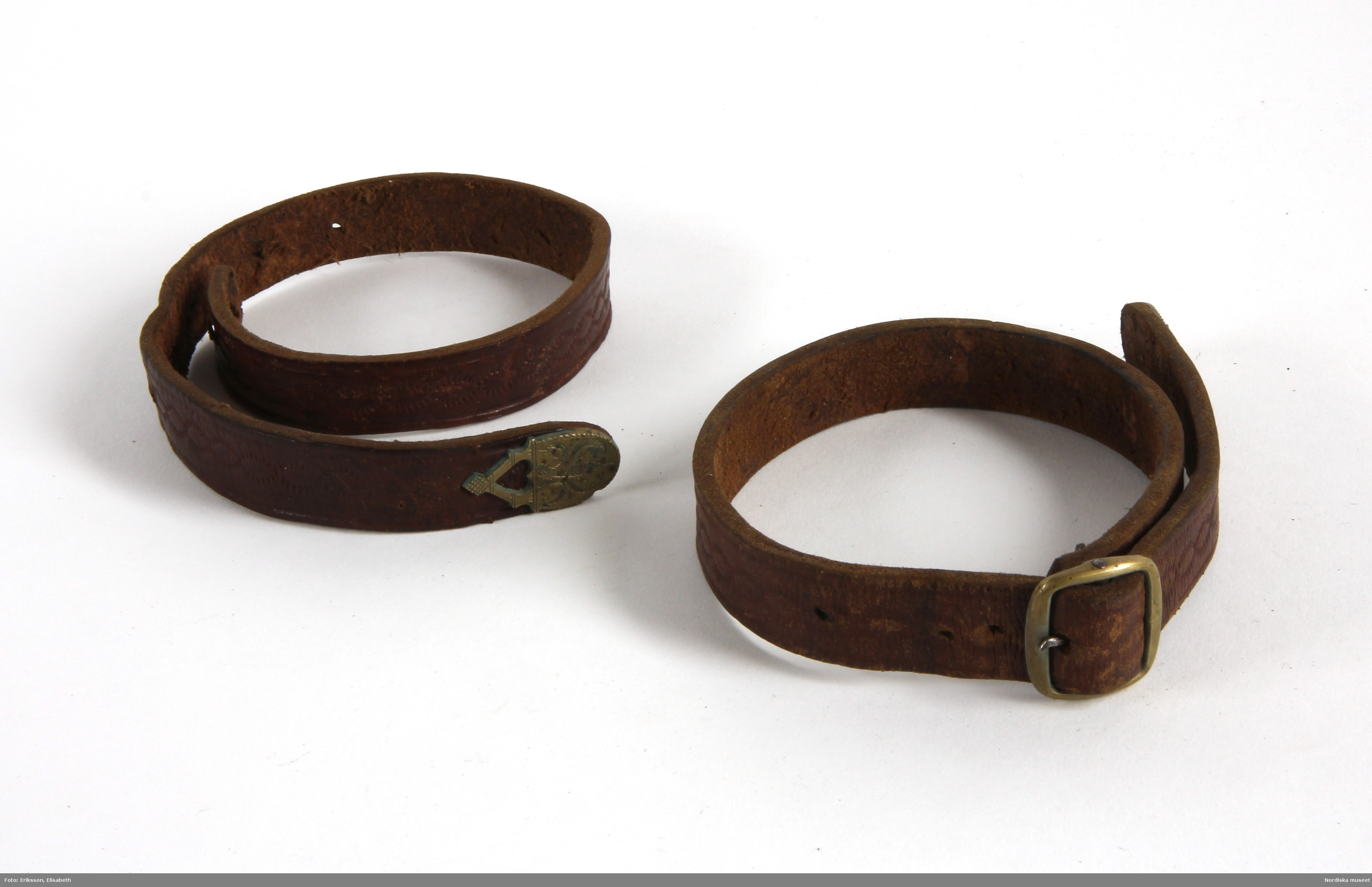
Från Rättvik, Dalarna.
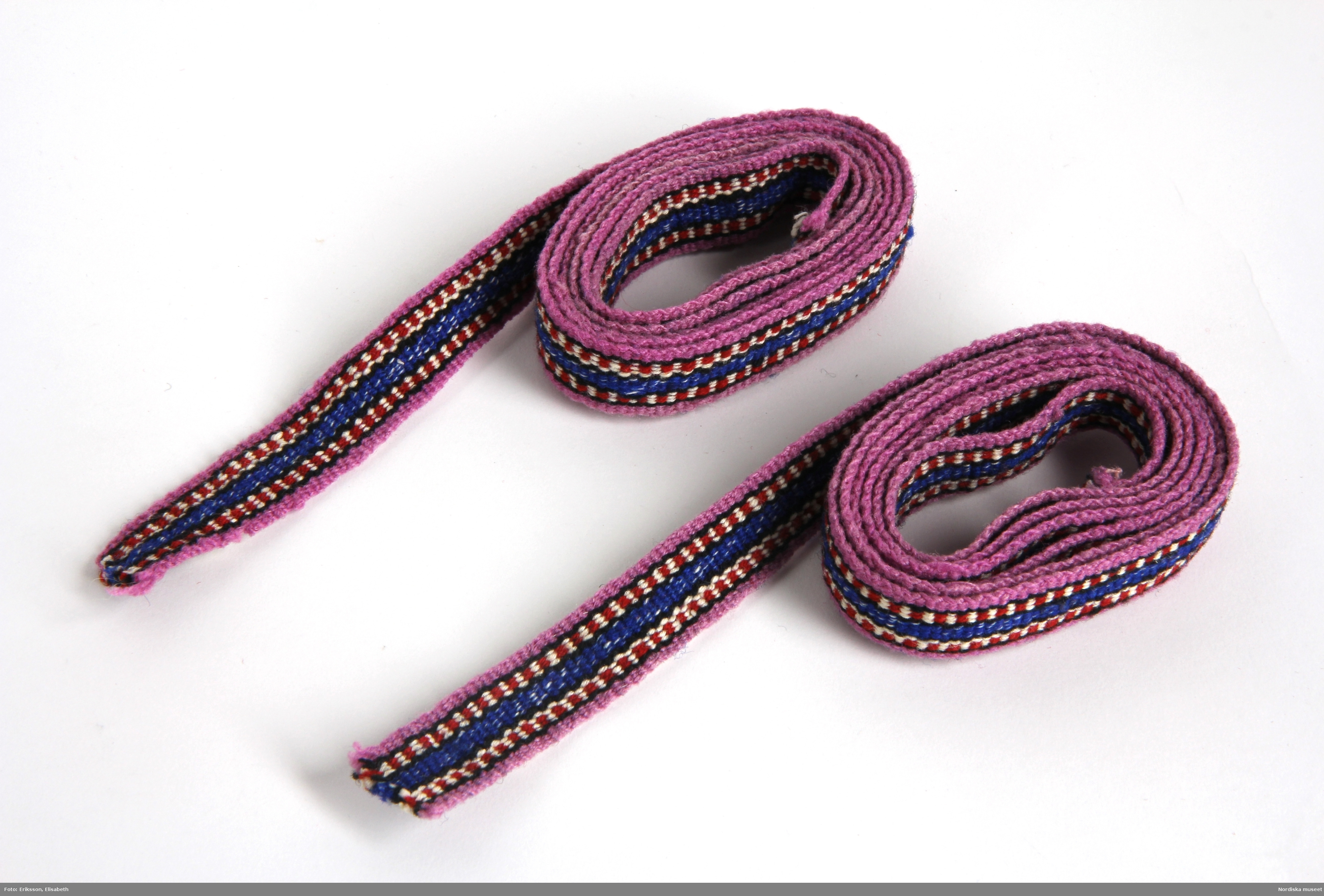
Från Gränna, Småland. Tillverkad av Johannes Boberg.
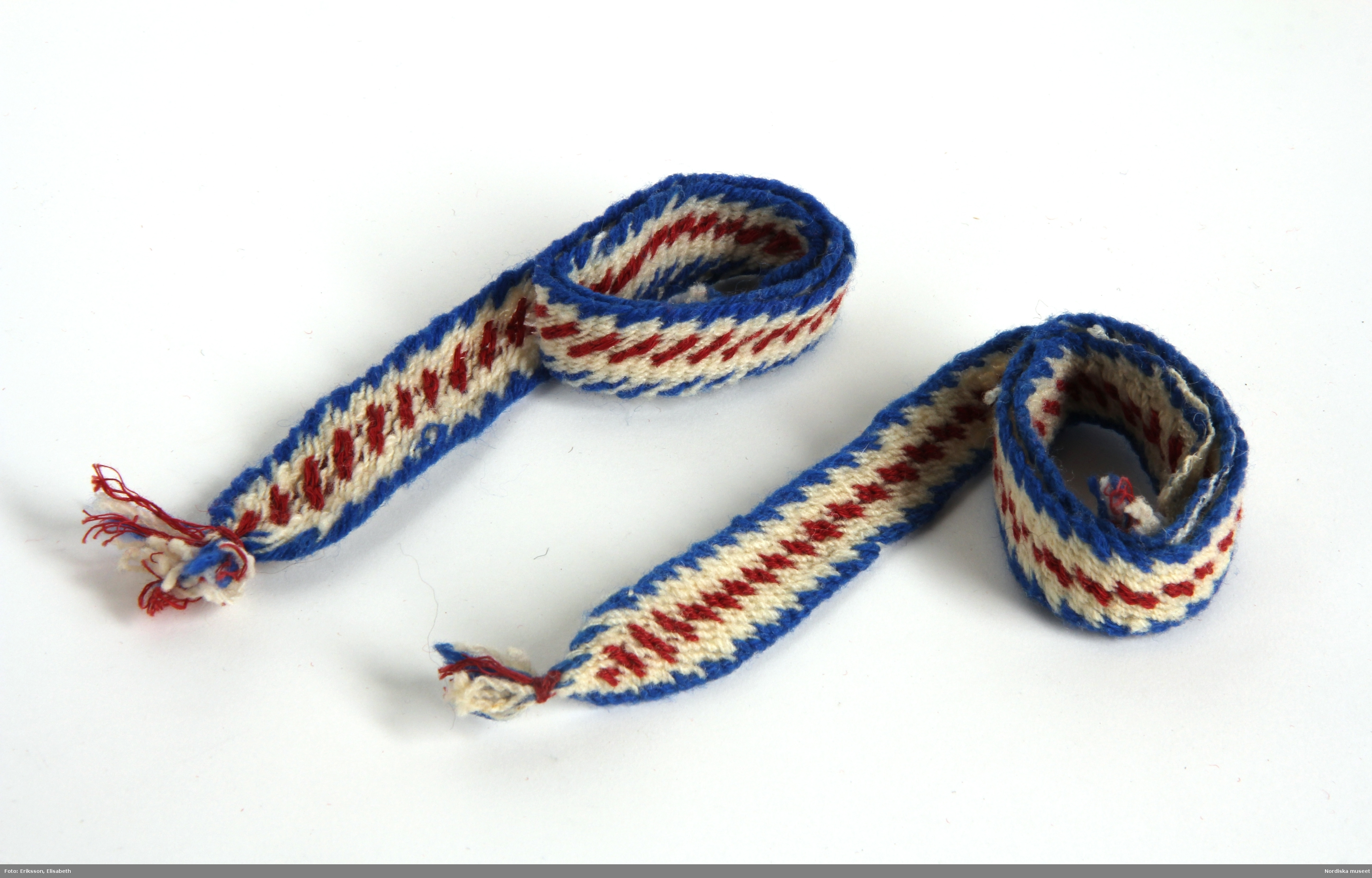
Från Västra Vingåker, Södermanland. Tillverkad i textil, ylle av Ingrid Ersdotter.
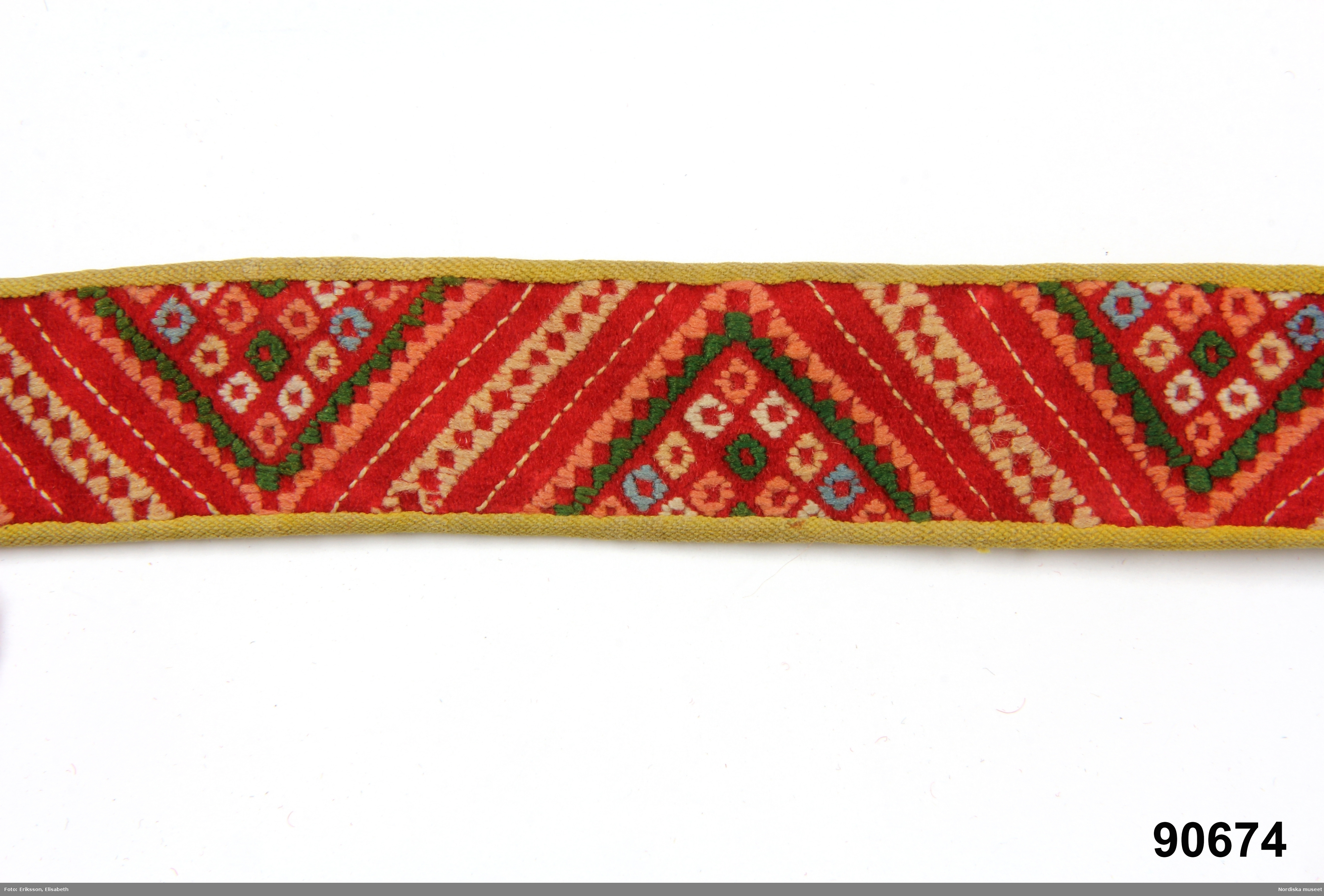
Från Boda, Dalarna.
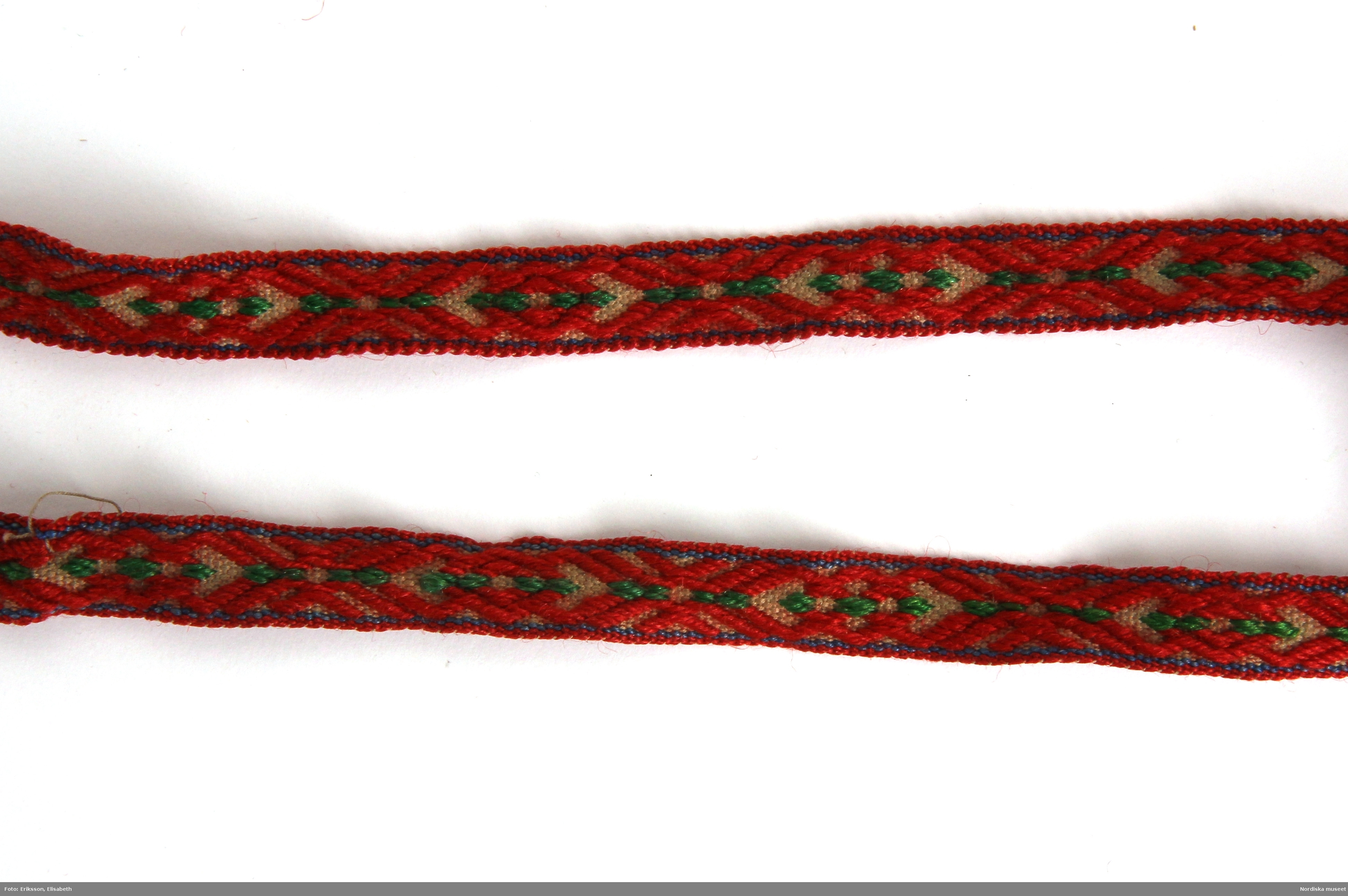
Tillhör mansdräkt från Mockfjärds, Dalarna.